# 德惠新河
德惠新河位于中华人民共和国山东省西北部的一条河流，是为解决徒骇河、马颊河下游之间低洼地带排水困难而于1968～1970年开挖的一条人工排水河道，因流经山东德州、惠民（今滨州市）两个地区而得名。德惠新河干流起自德州市平原县王凤楼镇以东，由赵王河和洪沟河汇流而成，向东北流，途径德州市陵城区东南部、临邑县北部、乐陵市南部、商河县北部、阳信县西部、庆云县中部和无棣县西北部等地区，于无棣县马山子镇沙头村西南约4.5千米处注入马颊河。河长172.5千米，流域面积3249平方千米。德惠新河流域内是山东省重要的粮棉、林果生产基地，同时还有鲁北化工、埕口盐场和胜利油田等大型工业企业。